# Casa Dalmau (Cadaqués)
Casa Dalmau és una obra amb elements modernistes de Cadaqués (Alt Empordà) inclosa a l'Inventari del Patrimoni Arquitectònic de Catalunya.

## Descripció
Edifici situat dins del nucli antic de la població, al Passeig Escofet o del Podritxó. Integrada en una illa urbana, amb les façanes orientades al mar.
Casa entremitgeres de planta rectangular, tres pisos i golfes. A la façana destaquen dues grans balconades polígonals sobresortides, que presenten dues obertures d'arc de mig punt, degradades en el sentit d'altura. Al segon pis es conserva la notable barana de forja. A les golfes hi ha una galeria de set badius en forma de finestres neogòtiques. El ràfec, molt prominent, té decoració de fusta i rajola. L'interior i les obertures de la planta baixa van ser modificades per adequar-ho a un ús turístic.

## Història
Fins després de la guerra, a la planta baixa de l'edifici hi havia hagut l'ateneu, i al fons d'aquesta, una sala de teatre que va quedar destruïda per un incendi.